# 情報調整局
情報調整局（じょうほうちょうせいきょく、英: Office of the Coordinator of Information、OCOI）は、かつて存在したアメリカ合衆国の情報機関。中央情報局（CIA）の前身となった組織の1つ。第二次世界大戦期の1941年7月11日、それまで国務省、陸軍省、海軍省などが別々に重複して行っていた情報活動の調整を担当する情報調整官（Coordinator of Information、COI）の部局として、時の大統領フランクリン・ルーズベルトが設置した諜報・プロパガンダ機関である。後に戦略情報局（OSS）に改編し、戦後曲折を経てCIAに変遷した。

## 沿革

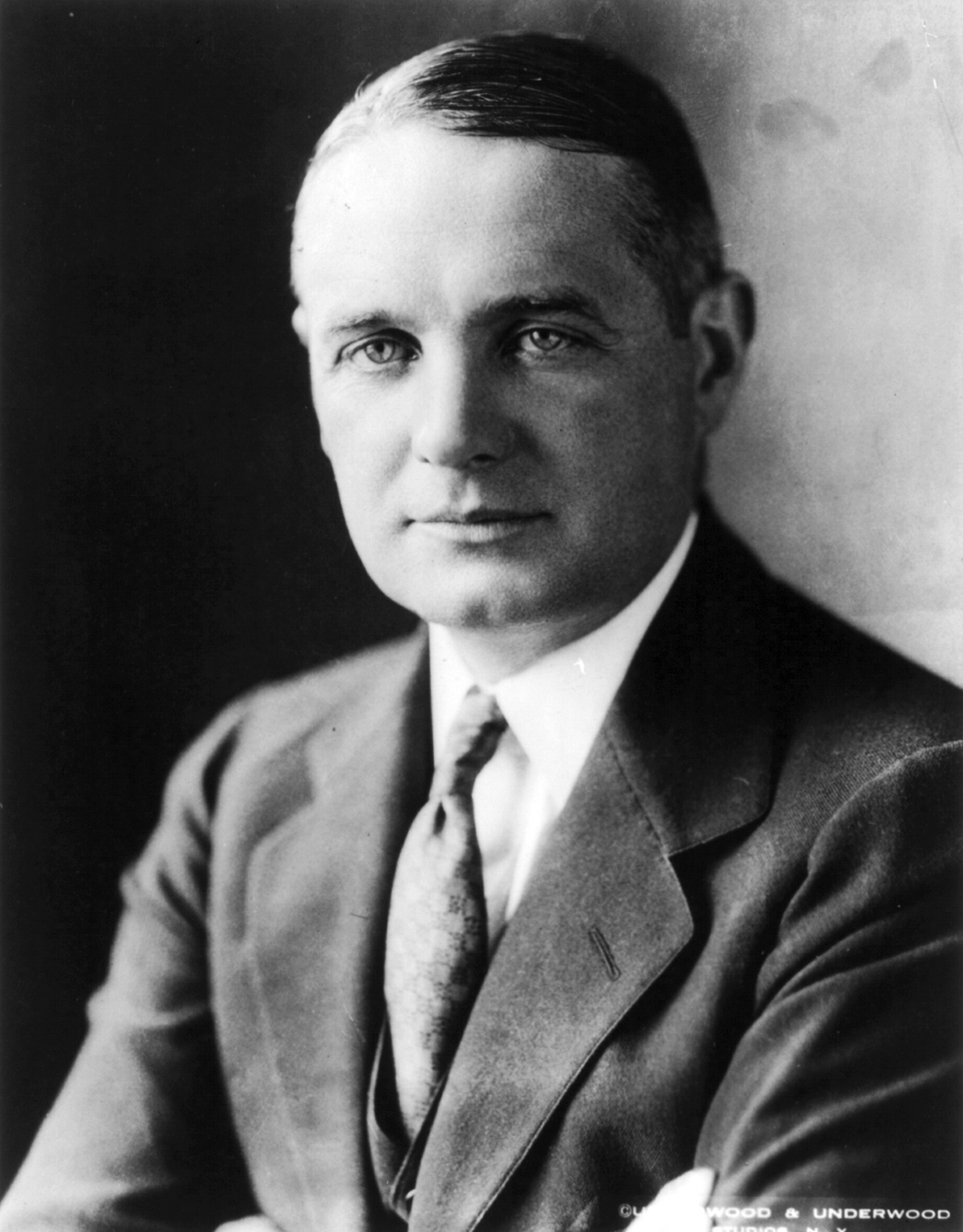
OCIで情報調整官を務めたウィリアム・ドノバン。後身のOSS長官も務めた（1924年撮影）

フランクリン・ルーズベルト大統領はニューヨークの弁護士ウィリアム・ドノバンや劇作家・映画脚本家でルーズベルト大統領のスピーチライターであったロバート・シャーウッドからの説得でOCOIの設立を決定した。イギリス海軍情報部部長ジョン・ヘンリー・ゴドフリーやニューヨークのイギリス秘密情報部直属のイギリス安全保障調整局（BSC）のウィリアム・S・スティーブンソンらも大統領に設立を促していた。
ドノバンは軍事的インテリジェンスと秘密作戦を担当し、シャーウッドは米国内の情報宣伝と外国でのプロパガンダを担当した。設立に伴い、海外情報サービス（FIS）が運用され、国際ラジオ放送（VOAの前身）が開始され、1941年12月の日本の真珠湾攻撃以後は日本に向けた戦争のプロパガンダの手段として利用された。シャーウッドは、ラジオプロデューサーでルーマニア出身のジョン・ハウスマンを雇い、枢軸国側に向けたプロパガンダ放送局ボイス・オブ・アメリカを運営した。ナチス・ドイツに向けた最初の放送は1942年2月1日に放送され、「わたしたちはこれから真実を放送する」と告げた。
ドノバンの構想では、プロパガンダ（広報）を軍事戦略として用い、シャーウッドはのちにパブリックディプロマシー（政府と民間が連携して広報や文化交流を通じて外国の国民や世論に直接働きかける外交活動）として知られる手法を主張し、両者はしばしば方針をめぐって対立した。
1942年6月13日、ルーズベルトは情報調整局を、戦略情報局（OSS、後の中央情報局〈CIA〉）と戦時情報局（OWI、のち国務省隷下となりアメリカ合衆国情報庁〈USIA〉）に分割した。
OSS、OWIはともに戦時下におけるプロパガンダ組織だが、前者は諜報活動のような、非合法な手段によって公衆に不信・混乱・恐怖を与えることを目指す「黒いプロパガンダ」を担当し、後者は放送のような、情報を明瞭な事実として公衆に理解させることを目指した「白いプロパガンダ」を担当した。VOAは戦時中に、OWIに所属する米国広報庁（USIS）のもとで拡大され、1953年にアメリカ合衆国情報局（USIA）が設立されるとさらに拡大・整備されていった。なおUSIAは1999年に、テレビ部門が放送理事会（BBG）、それ以外の機能がアメリカ合衆国国務次官（公共外交・広報担当）に移行した。